# POWER (ポケットビスケッツの曲)
「POWER」（パワー）は、ポケットビスケッツの5枚目のシングル。1998年7月22日にリリースされた。

## 解説
日本テレビ系バラエティ『ウッチャンナンチャンのウリナリ!!』から誕生したポケットビスケッツ。このシングルで3作目のミリオンセラーを達成した。
出荷枚数は110万枚、売上枚数は90万5140枚（オリコン調べ）。
- 当初、1998年4月22日に新曲「My Diamond」を発売する予定だったが、同番組で行われたCD発売をかけたブラックビスケッツとの対決で敗れたため、マスターテープを破壊することになる。この後、CD発売を停止されたが100万人の署名を集められたらCD発売を許可という企画に発展。見事178万4892人の署名を集めて生まれた曲。
- ジャケット写真の撮影、曲の収録など、全て結果発表の後に突貫作業で行われた[2]。
- 発売日はリーダーであるテルの誕生日であり、実際に内村光良の誕生日である。
- セールスはオリコンの集計でグループ3番目のヒットだが、同番組発のグループで唯一オリコンシングルチャート1位を獲得した。
- 1998年12月31日、ポケットビスケッツ&ブラックビスケッツスペシャルバントとして出場した『第49回NHK紅白歌合戦』では「POWER & Timing 大晦日MIX」の中で歌唱された。
- ミュージック・ビデオは屋外・屋内の撮影ともにすべて沖縄で行われた[3]。これは「ウリナリ!!」の「ドーバー海峡横断部」のロケ日程に合わせたものである[4]。屋内での撮影は「100万人署名運動」で集められた署名用紙に囲まれて行われた。
- これまで、テル（内村光良）のピアノパートは間奏のみだったが、今作ではイントロから演奏をしている。ミュージック・ビデオではローランドのシンセサイザーJP-8000を弾いている姿が確認できる。
- また、100万人署名御礼日本縦断ツアーにてウド（ウド鈴木）のギターパートが続々と追加されていった（最後の一音→Eメロ半分→Eメロ全て→Bメロ全て→Dメロ全て〈シークレットライブのみ〉）。
- なお、「My Diamond」は翌1999年に新曲「Days」のc/w（両A面）として収録され、作品化された。
- ポケットビスケッツ名義でリリースされた今作と次作「Days/My Diamond」の間に、ポケットビスケッツのソロ活動として、テルは「青の住人」を、千秋は「マーガレット」を、ウドは「まごころ」をそれぞれリリースしている。
- 2016年6月12日の千秋のTwitter（現 X）でも黄色「YELLOW YELLOW HAPPY」赤「Red Angel」と共に「POWER」がミリオン超えた曲として書かれている。
- 2016年には、元Loveのステファニーがアルバム『Aioto』の収録曲としてPOWERをカバーした[5]。
- 2020年4月、千秋の元夫であるココリコの遠藤章造が自身のYouTubeチャンネルにてPOWERをカバーした動画を公開した[6]。動画の中で「笑っていいとも!」の楽屋で当該の署名をしたことを明かしている。
- 2020年12月、千秋が自身のYouTubeチャンネルにてPOWERを歌った動画を公開した[7]。
- 2023年『第74回NHK紅白歌合戦』の特別企画にブラックビスケッツと共に選出された際には、100万人署名運動で集まった署名人数「1784892」の金字をあしらった衣装で25年ぶり2回目の紅白歌合戦のステージに立っている[8]。また、この回の副音声で向井慧（パンサー）が当時署名をしたことを語っている。

## 収録曲
1. POWER
（作詞:CHIAKI/ポケットビスケッツ　作曲･編曲:パッパラー河合）
2. POWER（オリジナル・カラオケ）
（作曲:パッパラー河合）

| 頭サビ | 頭サビ        | → | 1A・1Bメロ | 1A・1Bメロ | → | 1サビ | 1サビ         | → | 2A・2Bメロ | 2A・2Bメロ |
|        | 変イ長調 (A♭) | → |            | ヘ長調 (F) | → |       | 変イ長調 (A♭) | → |            | ヘ長調 (F) |

| 2サビ | 2サビ         | → | 3Cメロ | 3Cメロ      | → | 3サビ | 3サビ         | → | 大サビ | 大サビ     |
|       | 変イ長調 (A♭) | → |        | ト短調 (Gm) | → |       | 変イ長調 (A♭) | → |        | イ長調 (A) |

## 収録アルバム
- THANKS（#1）
- スーパー・ベスト（#1）
- THANKS 20th Edition 〜Pocket Biscuits Single Collection+（#1）
- 日本テレビ開局50年記念 TV GENERATION 日テレGOLDEN BEST（#1）4枚組 ディスク3に収録